# Europees kampioenschap waterpolo vrouwen 1987
Het tweede Europees kampioenschap waterpolo voor vrouwen vond plaats van 16 tot 23 augustus 1987 in het bad van Bischwiller, nabij Straatsburg, Frankrijk. Zeven landenteams namen deel aan het toernooi. Het Nederlandse team werd voor de tweede keer Europees kampioen, de Hongaarse ploeg eindigde als tweede.

## Toernooiformat
Elk van de zeven geplaatste teams speelde eenmaal tegen de overige teams om tot een eindrangschikking te komen op basis van het puntentotaal.

## Wedstrijduitslagen
| 16 augustus 1987 | Frankrijk | 10–8 | Noorwegen | Piscine de Bischwiller, Straatsburg |

| 16 augustus 1987 | Nederland | 22–2 | België | Piscine de Bischwiller, Straatsburg |

| 16 augustus 1987 | Hongarije | 16–5 | Duitsland | Piscine de Bischwiller, Straatsburg |

| 17 augustus 1987 | Frankrijk | 7–6 | Duitsland | Piscine de Bischwiller, Straatsburg |

| 17 augustus 1987 | Nederland | 16–4 | Noorwegen | Piscine de Bischwiller, Straatsburg |

| 17 augustus 1987 | Hongarije | 12–2 | Verenigd Koninkrijk | Piscine de Bischwiller, Straatsburg |

| 18 augustus 1987 | Duitsland | 11–5 | Verenigd Koninkrijk | Piscine de Bischwiller, Straatsburg |

| 18 augustus 1987 | Hongarije | 20–7 | België | Piscine de Bischwiller, Straatsburg |

| 20 augustus 1987 | Duitsland | 16–11 | België | Piscine de Bischwiller, Straatsburg |

| 20 augustus 1987 | Hongarije | 14–9 | Noorwegen | Piscine de Bischwiller, Straatsburg |

| 20 augustus 1987 | Frankrijk | 8–3 | Verenigd Koninkrijk | Piscine de Bischwiller, Straatsburg |

| 21 augustus 1987 | Nederland | 11–8 | Hongarije | Piscine de Bischwiller, Straatsburg |

| 21 augustus 1987 | Duitsland | 11–8 | Noorwegen | Piscine de Bischwiller, Straatsburg |

| 21 augustus 1987 | België | 9–8 | Verenigd Koninkrijk | Piscine de Bischwiller, Straatsburg |

| 22 augustus 1987 | Frankrijk | 12–5 | België | Piscine de Bischwiller, Straatsburg |

| 22 augustus 1987 | Noorwegen | 12–10 | Verenigd Koninkrijk | Piscine de Bischwiller, Straatsburg |

| 22 augustus 1987 | Nederland | 12–10 | Duitsland | Piscine de Bischwiller, Straatsburg |

| 23 augustus 1987 | Noorwegen | 9–7 | België | Piscine de Bischwiller, Straatsburg |

| 23 augustus 1987 | Nederland | 21–1 | Verenigd Koninkrijk | Piscine de Bischwiller, Straatsburg |

| 23 augustus 1987 | Hongarije | 10–5 | Frankrijk | Piscine de Bischwiller, Straatsburg |

## Eindrangschikking
| Eindrangschikking |                     |             |             |             |             |            |            |            |        |
| Nr.               | Land                | Wedstrijden | Wedstrijden | Wedstrijden | Wedstrijden | Doelpunten | Doelpunten | Doelpunten | Punten |
| Nr.               | Land                | G           | W           | G           | V           | V          | T          | Saldo      | Punten |
| Goud              | Nederland           | 6           | 6           | 0           | 0           | 89         | 21         | +68        | 12     |
| Zilver            | Hongarije           | 6           | 5           | 0           | 1           | 72         | 28         | +44        | 10     |
| Brons             | Frankrijk           | 6           | 4           | 0           | 2           | 46         | 50         | -4         | 8      |
| 4                 | Duitsland           | 6           | 3           | 0           | 3           | 43         | 46         | -3         | 6      |
| 5                 | Noorwegen           | 6           | 2           | 0           | 4           | 42         | 57         | -15        | 4      |
| 6                 | België              | 6           | 1           | 0           | 5           | 27         | 74         | -47        | 2      |
| 7                 | Verenigd Koninkrijk | 6           | 0           | 0           | 6           | 21         | 64         | -43        | 0      |

| Europees kampioen 1987 · Nederland · 2e titel Selectie: Madeline van Heemstra (doel), Hellen Boering (doel), Irma Brander, Lieneke van den Heuvel, Anita Bibo, Lillian Ossendrijver, Greet van der Veen, Monique Kranenburg, Patricia Libregts, Esmeralda van den Water, Ilse Sindorf, Janny Spijker, Anita Nijenhuis en Hedda Verdam. · Bondscoach: Peter van den Biggelaar. |